# Distributionelle Lösung
Eine distributionelle Lösung oder Lösung im distributionellen Sinn ist eine Distribution, die für partielle Differentialgleichungen eine gleiche Eigenschaft wie die durch eine klassische Lösung erzeugte reguläre Distribution hat. Sie verallgemeinert klassische Lösungen in dem Sinne, dass für jede klassische Lösung {\displaystyle u} einer PDGL die zu {\displaystyle u} gehörige Distribution {\displaystyle T_{u}} eine distributionelle Lösung ist.

## Definition
Sei {\displaystyle T} eine Distribution, {\displaystyle f\in C(\mathbb {R} ^{n},\mathbb {R} )} und 
{\displaystyle L=\sum _{|\alpha |\leq k}a_{\alpha }(x){\frac {\partial ^{\alpha }}{\partial x^{\alpha }}}}
ein linearer partieller Differentialoperator. {\displaystyle T} heißt distributionelle Lösung der partiellen Differentialgleichung {\displaystyle Lu=f} genau dann, wenn:
{\displaystyle LT=T_{f}}
Dabei wird in dieser Gleichung {\displaystyle L} als ein linearer partieller Differentialoperator auf Distributionen aufgefasst.
Ist {\displaystyle T} eine distributionelle Lösung von {\displaystyle LT=T_{f}}, und gibt es eine lokal integrierbare Funktion {\displaystyle u\colon \mathbb {R} ^{n}\to \mathbb {R} }, sodass {\displaystyle T=T_{u}} (d. h. {\displaystyle T} ist eine reguläre Distribution, die von {\displaystyle u} erzeugt wird), so nennt man manchmal auch die Funktion {\displaystyle u} (statt {\displaystyle T_{u}}) eine distributionelle Lösung.

## Eigenschaften

### Distributionelle Lösung aus klassischer Lösung
Ist {\displaystyle u} eine klassische Lösung von
{\displaystyle Lu=f},
so ist die durch {\displaystyle u} erzeugte reguläre Distribution {\displaystyle T_{u}} immer eine distributionelle Lösung.

### Klassische Lösung aus distributioneller Lösung
Sei {\displaystyle LT_{{\tilde {G}}(x-\xi )}=\delta _{\xi }}, d. h. {\displaystyle {\tilde {G}}(x-\xi )} ist eine greensche Funktion für {\displaystyle Lu=f}. Wenn {\displaystyle f} {\displaystyle m}-mal stetig differenzierbar und {\displaystyle {\tilde {G}}} {\displaystyle n}-mal stetig differenzierbar ist, und wenn dann {\displaystyle n+m\geq k}, wobei {\displaystyle k} die Höhe der höchsten Ableitung ist, welche in {\displaystyle L} vorkommt, so ist
{\displaystyle u(x)={\tilde {G}}*f}
eine klassische Lösung von
{\displaystyle Lu=f}.